# Зелёная Левада
Зелёная Левада (укр. Зелена Левада) — село в Первомайском районе Николаевской области Украины.
Население по переписи 2001 года составляло 24 человека. Почтовый индекс — 55241. Телефонный код — 5161.

## Местный совет
55240, Николаевская обл., Первомайский р-н, с. Долгая Пристань, ул. Саввы Крыжановского, 50